# Stazione di Mukogawa
La stazione di Mukogawa (武庫川駅?, Mukogawa-eki) è una stazione ferroviaria della città di Amagasaki nella prefettura di Hyōgo in Giappone. Dista 12,0 km ferroviari dal capolinea di Umeda.

## Linee
Ferrovie Hanshin
■ Linea principale Hanshin
■ Linea Hanshin Mukogawa

## Struttura
La fermata è realizzata su un ponte per la linea principale e dispone di due marciapiedi laterali con due binari passanti. La linea Mukogawa, che qui termina, è in superficie.
| 1     | ■ Linea principale Hanshin | per Amagasaki, Noda e Umeda                    |
| 2     | ■ Linea principale Hanshin | per Sannomiya, Akashi e Himeji                 |
| Est   | ■ Linea Hanshin Mukogawa   | per Higashi-Naruo, Suzaki e Mukogawadanchi-mae |
| Ovest | Non in uso                 |                                                |

## Stazioni adiacenti
| «                                 | Servizio                 | »                        |
| Linea principale Hanshin          | Linea principale Hanshin | Linea principale Hanshin |
| --------------------------------- | ------------------------ | ------------------------ |
| Amagasaki Center Pool-mae         | Locale                   | Naruo                    |
| Amagasaki                         | Esp. sezionale           | Naruo                    |
| Amagasaki                         | Rapido Espresso Espresso | Kōshien                  |
| Tutti gli altri treni non fermano |                          |                          |
| Linea Hanshin Mukogawa            |                          |                          |
| Capolinea                         | Locale                   | Higashi-Naruo            |